# 홍기섭 (방송인)
홍기섭(1960년 6월 10일 ~ )은 대한민국의 언론인이다.

## 학력
- 조선대학교 부속고등학교 졸업
- 한양대학교 경제학과 학사

## 경력
- 1987년 : KBS 입사
- KBS 보도본부 편집부 기자
- KBS 보도본부 정치부 기자
- KBS 보도본부 경제부 기자
- KBS 보도본부 TV편집부 기자
- 2005년 ~ 2008년 : KBS 보도본부 1TV뉴스제작팀 앵커
- 2009년 ~ 2012년 : KBS 보도본부 보도국 국제부 미주지국 워싱턴 특파원
- KBS 보도본부 국장
- 2014년 : KBS 보도본부 취재주간
- 2014년 ~ 2015년 : KBS광주방송총국 총국장
- 2015년 ~ 2016년 : KBS 편성본부 글로벌센터장
- 2016년 ~ 2017년 : KBS 미래사업본부장
- 2017년 ~ 2018년 : KBS 보도본부장
- 2017년 3월 ~ 2018년 3월 : KT스카이라이프 사외이사
- 2017년 : 한국신문방송편집인협회 부회장
- 2020년 4월 ~ 2022년 1월: KT스카이라이프 대외협력총괄 부사장
- 2021년 9월 ~ 2024년 1월: HCN 대표이사
- 2021년 11월 : KT스카이라이프 부사장
- 남북경제문화협력재단 이사
- 2022년 8월 ~ 2024년 1월: 한국케이블TV방송협회 SO협의회장

## 진행
| 연도        | 방송사 | 제목         | 담당 | 진행기간                          | 비고         |
| ----------- | ------ | ------------ | ---- | --------------------------------- | ------------ |
| 1999 ~ 2002 | KBS1   | KBS 뉴스광장 | 진행 | 1999년 5월 24일 ~ 2002년 3월 4일  | 평일, 토요일 |
| 2002 ~ 2008 | KBS1   | KBS 뉴스 9   | 진행 | 2002년 3월 5일 ~ 2008년 11월 14일 | 평일         |
| 2013 ~ 2014 | KBS1   | 일요진단     | 진행 | 2013년 1월 6일 ~ 2014년 6월 22일  |              |

## 수상 경력
- 2003년 자랑스런 한양 언론인상
- 2005년 한국방송대상 앵커상
- 2008년 방송기자협회 제3회 이달의 기자상 - 전문보도부문
- 2010년 한국방송대상 국제보도부문 대상(현대사 비밀문서 발굴 연속보도)